# جعبه موسیقی (آلبوم ماریا کری)
جعبه موسیقی (انگلیسی: Music Box) سومین آلبوم استودیویی خواننده و ترانه‌نویس آمریکایی ماریا کری است. این آلبوم در ۳۱ اوت ۱۹۹۳ توسط کلمبیا رکوردز در آمریکای شمالی منتشر شد. این آلبوم شامل بالادهایی است که عمدتاً توسط کری و والتر آفاناسیف، که پیش از این با او در احساسات (۱۹۹۱) و چند قطعه رقص شهری کار کرده بود نوشته شد. در حین دوره توسعه آلبوم، کری می‌خواست با انتخاب صدای پاپ/آراندبی، بیشتر مخاطبان را به سمت خودش گسترش دهد. در این بازه زمانی، او سازهای مختلف موسیقی را در آلبوم تجربه کرد که به دوری از صدای معاصر دو آلبوم پیشین منتهی می‌شد.
این آلبوم به رتبهٔ نخست بیلبورد ۲۰۰ رسید و با ۲۸٬۰۰۰٬۰۰۰ نسخه فروش در سراسر جهان، به یکی از پرفروش‌ترین آلبوم‌ها در همهٔ زمان‌ها تبدیل شده‌است.